# 木宮正史
木宮 正史（きみや ただし、1960年1月14日 - ）は、日本の国際政治学者。元東京大学大学院総合文化研究科教授。専門は朝鮮半島の政治・国際関係。政治学博士（高麗大学）。

## 経歴
静岡県出身、静岡県立浜松北高等学校卒。
1983年東京大学法学部卒
1993年同大学院法学政治学研究科博士課程単位取得退学
1992年 韓国高麗大学大学院政治外交学科博士課程修了（政治学博士）
1993年 法政大学法学部助教授
1996年東京大学大学院総合文化研究科助教授
2002-2003年ハーバード大学客員研究員。
2007年同准教授
2010年同教授
2011年情報学環教授
2020年東京大学大学院総合文化研究科教授。
姜尚中の後任として2015年3月まで東大大学院情報学環現代韓国研究センター長を務め、2015年4月に韓国学中央研究院の支援を得て、東京大学に韓国学研究部門という組織を立ち上げ、部門長に就任した。
2025年東京大学を定年退職。

## 研究内容と評価
第二次世界大戦後の朝鮮半島および東アジアの歴史を研究している。具体的には、朴正煕政権の政治体制、経済政策、外交政策に関する研究、朝鮮半島の冷戦史再解釈、1965年の日韓国交正常化(日本国と大韓民国との間の基本関係に関する条約の締結）交渉の過程に関する研究などを行っている。
『日韓関係史』（岩波書店、2021年）によって、2022年6月10日、第38回大平正芳記念賞特別賞を受賞、選評で金子芳樹は「ともすると、感情論が先走りがちなテーマを扱いながらも、著者はあくまで学術的な実証研究に基づき冷静かつ客観的に、かつ常に日韓双方の認識や対応を併置しながらバランス良く議論を進めていく。重厚なテーマを新書本らしくかみ砕いて説く筆致は圧巻であり、この問題について考え、議論する際の必読書となるべき著作」と述べた。
他方、李栄薫の著書『大韓民国の物語』（2009年、永島広紀訳、文藝春秋社）の序言で鄭大均から、「90年代以降の韓国に流行したのは、この恥ずべき分身(北朝鮮)との運命共同性を強調する態度であり、それにエールを送る日本側の実践も少なくない。和田春樹、高崎宗司、姜尚中、石坂浩一、木宮正史といった面々による著作がそれで、彼らは韓国の盟友とともに北朝鮮の王朝にモラルサポートを与えているのであり、その影響力はあなどれない」と批判されている。
木宮が担当していた講義は寺下和宏が引き継ぎ、木宮が退去した研究室も寺下が利用している。

## 著書
- 『韓国――民主化と経済発展のダイナミズム』(ちくま新書、2003年)
- 박정희정부의 선택: 1960년대 수출지향형 공업화와 냉전체제(朴正熙政権の選択：輸出志向型工業化と冷戦体制)（후마니타스(フマニタス)、2008）
- 『国際政治のなかの韓国現代史』(山川出版社、2012年)
- 『ナショナリズムから見た韓国・北朝鮮近現代史(叢書東アジアの近現代史第4巻)』(講談社、2018年)
- 『日韓関係史』(岩波新書、2021年)

### 共編著
- 『歴史としての日韓国交正常化Ⅰ東アジア冷戦編』(李鍾元・浅野豊美共編、法政大学出版局、2011年、新装版2020年)
- 『歴史としての日韓国交正常化Ⅱ脱植民地化編』(李鍾元・浅野豊美共編、法政大学出版局、2011年、新装版2020年)
- 『日韓関係の未来を構想する』(姜尚中共編、新幹社、2013年)
- 『日韓関係史　1965-2015　I　政治』(李元徳共編、東京大学出版会、2015年)
- 『朝鮮半島と東アジア (シリーズ 日本の安全保障 第6巻)』(岩波書店、2015年)
- 『戦後日韓関係史 (有斐閣アルマ)』(李鍾元・磯崎典世・浅羽祐樹共著、有斐閣、2017年)
- 『朝鮮半島 危機から対話へ――変動する東アジアの地政図』(李鍾元共編、岩波書店、2018年）
- 『日韓関係のあるべき姿――垂直関係から水平関係へ』(鞠重鎬編著、箱田哲也・小倉紀蔵・南基正・黄仙惠共著、明石書店、2022年)

### 翻訳
- 韓培浩『韓国政治のダイナミズム (韓国の学術と文化17)』(磯崎典世共訳、法政大学出版局、2004年)
- 金鍾泌『金鍾泌証言録』(監訳、若杉美奈子・小池修訳、中央日報社編、日本語版制作監修世界平和研究所、新潮社図書編集室、2017年)